# Chris Stapleton
Christopher Alvin Stapleton (Lexington, 15 de abril de 1978) é um cantor norte-americano de música country e southern rock. O seu álbum de estreia, Traveller, foi lançado a 5 de maio de 2015 e conseguiu alcançar a primeira posição da tabela musical dos Estados Unidos Billboard 200, vendendo 177 mil cópias na semana de estreia. O disco foi ainda nomeado em quatro categorias da cerimónia Grammy Awards de 2016, incluindo em Album of the Year.
Antes de seguir sua carreira solo, se estabeleceu como um compositor de singles de sucesso ao lado de nomes como George Strait, Brad Paisley, Vince Gill e Kenny Chesney. Durante 2008 e 2010 foi vocalista da banda de bluegrass The SteelDrivers.
Interpretou o Hino dos Estados Unidos no início do Super Bowl LVII.